# A Trip to the Coast
Albums de Bill Pritchard
By Paris, by Taxi, by Accident
(2005) Mother Town Hall
(2016)
A Trip to the Coast est le 8e album studio de Bill Pritchard, sorti en 2014.

« 10 chansons enregistrées par Bill Pritchard. Chansons sur l'amour, sur la perte et sur Stoke-on-Trent. Du Bill Pritchard pur et dur. Il y a de la légèreté, il y a de l'obscurité. Scintillements et simplicité. L'harmonieuse voix de Bill distille de bout en bout ses thèmes de prédilection. A Trip to the Coast a été enregistré dans son Staffordshire natal avec son complice de longue date Tim Bradshaw, un travail que tous deux ont considérablement apprécié. Sans la pression d'aucun label, ni de qui que ce soit, seulement eux deux, s'il vous plaît ! L'honnêteté et l'intégrité illuminent cette œuvre. De l'éclat de Yeah Yeah Girl, de la poussière de Posters et des sonorités urbaines de Paname. 
A Trip to the Coast. Un nouvel album. Qui l'eut cru ? »

— Tapete Records/Bill Pritchard Music,.

## Titres
| 1.    | Trentham                                         | Bill Pritchard/Tim Bradshaw              | 2:43 |
| 2.    | Yeah Yeah Girl                                   | Bill Pritchard/Thomas Deligny            | 4:32 |
| 3.    | Posters                                          | Bill Pritchard/Tim Bradshaw              | 3:46 |
| 4.    | Tout seul                                        | Bill Pritchard/Tuli Kupsermerg/P. Tougas | 3:01 |
| 5.    | Truly Blue (reprise de sa chanson parue en 1991) | Bill Pritchard                           | 2:35 |
| 6.    | Almerend Road                                    | Bill Pritchard/Tim Bradshaw              | 3:05 |
| 7.    | In June                                          | Bill Pritchard/Tim Bradshaw              | 4:13 |
| 8.    | Paname                                           | Bill Pritchard/Tim Bradshaw              | 2:57 |
| 9.    | Polly                                            | Bill Pritchard/Tim Bradshaw              | 3:44 |
| 10.   | A Trip to the Coast                              | Bill Pritchard/Tim Bradshaw              | 5:27 |
| 36:05 |                                                  |                                          |      |

## Crédits musiciens
- Guitares : Bill Pritchard, Tim Bradshaw
- Claviers : Bill Pritchard/Tim Bradshaw
- Basse : Remy LaPlage
- Percussions : Joby Dickens
- Chœurs : Bill Pritchard, Tim Bradshaw

## Production
« Vraiment heureux que les enregistrements de Bill et moi aient trouvé une nouvelle occasion de se faire entendre. Faire de la musique est un plaisir en lui-même, mais avoir un public, un vrai public, et pas seulement imaginaire, c'est là que la musique trouve sa raison d'être. Un plaisir authentique, comme pour tous ceux qui font de la musique ou d'autres choses comme ça leur vient. »

— Tim Bradshaw, producteur, 2014.
- Le titre Truly Blue a fait l'objet du collector CD 3 titres Fnac/PIAS édité en 2 000 exemplaires[5] conjointement à la sortie de l'album Jolie (1991).
- Enregistrement : « À la maison » Lakeside Lodge et Studio 34 Staffordshire (Royaume-Uni).
- Formats : CD réf. TR280-CD984002, vinyle-LP réf. TR280-984001, MP3.
- Pochette : design et photos par Cooper, exécution par Tom Bertram
- Label : Tapete Records (de), Hambourg (Allemagne).
- Éditions : Tapete Records, sauf 
  - Yeah Yeah Girl : Peermusic
  - Truly Blue : Strictly Confidential
- Droits réservés : GEMA (Allemagne).
- Date de sortie : 7 mars 2014.

## Accueil
- (en) AllMusic [6],[2] : « Cet album arrive après une longue absence scénique qui a suivi plusieurs albums dynamiques de rock alternatif/pop introspective dus à Pritchard seul ou avec le groupe Beatitude. Au début des années 2010, Pritchard est tiré une nouvelle fois de sa retraite quand son copain Tim Bradshaw vient s’installer à quelques kilomètres de sa demeure et que tous deux commencent à travailler à leur propre rythme pour aboutir aux diverses chansons qui composent A Trip to the Coast. L’album est parsemé d’accords secs et éraillés de guitare, de tours et détours en mixtapes « maison » spécifiques aux premières productions « alternatives-résistantes » des années 1990 et semblables à celles auxquelles Pritchard a appartenu, et a inventées. […] La plupart des chansons sont entraînantes ou mi-tempo, issues de dizaines d’années d’expérience musicale, comme In June, ou Tout seul chantée en français. La méditation atteint le sommet sur le titre sans concessions Yeah Yeah Girl notamment avec l’avant-refrain : « Mais je me demande parfois ce qui serait advenu si j’avais été plus commercial et vous moins mignonne[7]. » Baignant dans un réel optimisme et une douce mélancolie ambiante, cet album s’accorde parfaitement avec les tardifs et méconnus grands flux rock alternatif — des années 1980 jusqu’au début des années 1990 — que le long et étrange voyage de la musique de Pritchard a côtoyés jusqu’à aujourd’hui. »
- (fr) Magazine Magic[8] : « Ce come-back de Bill Pritchard surprend autant qu’il comble. […] La même voix douce, éraillée et traînante conte des histoires où la France tient encore une fois le haut du pavé. De la rue de Rome (Truly Blue, tout en cordes et piano) à Saint-Denis en passant par Almerend Road, Pritchard navigue entre l’hexagone et son île natale, rend hommage à la Ville Lumière. […] Néanmoins le francophile se fait plus anglophone : Tout seul, unique pièce de cette œuvre chantée dans les mots d’ici, dévoile un texte malin posé sur des guitares cristallines et sans âge. Quant au reste, le natif de Lichfield n’a rien perdu de son talent pour accueillir des mélodies tombées du ciel et ramasser des airs noyés de chez The Pale Fountains — ainsi de l’ouverture de Trentham, Polly ou Almerend Road. Évidentes et idéales, on pense les connaître à la première écoute, on n’en est pas lassé à la centième. »
- (en) SoundXP[9],[2] : « Bill Pritchard, natif de Litchfield, est un chanteur culte en France, Pays-Bas, Japon, Italie… mais pas en Grande-Bretagne. […] Il y a un clin d'œil à sa francophilie avec Tout Seul, mais toutes ses influences semblent être anglo-américaines ; la musique est un mélange de Lloyd Cole, XTC et d'énergique pop psychédélique (Chris Stamey (en) vient à l'esprit) bien-aimée de magazines comme Bucketful of Brains[10]. La majeure partie de la musique de A Trip to the Coast est faite de guitares éraillées et d'accords serrés. Trentham, une ode à Stoke-on-Trent, est l'évident titre radio, accrocheur, mélodieux et étincelant, tandis que Pritchard devient ténébreux dans Posters, une sépulcrale histoire avec d'étranges descriptions. […] Il possède également un talent évident de mélodiste comme l'atteste la ballade Truly Blue enveloppée de cordes synthétiques. »
- (en) FlipSide Reviews[11],[2] : « Parmi les dix titres figure Truly Blue, précédemment édité sur un ancien single, ravivé par un polissage orchestral — c’est génial de l’entendre à nouveau, frais comme une pâquerette et à juste titre placé au centre de l’album. Il y a beaucoup d’autres points forts — Trentham raconte l’histoire de Stoke-on-Trent dans toute sa splendeur, le très raffiné Posters est une inquiétante vision symbolique, et la session s’achève avec un mi-tempo brumeux noyé de nostalgie et de souvenirs. Du plus pur Pritchard. Il est grand temps que cet homme recueille davantage qu’une reconnaissance occasionnelle — après plusieurs succès dans toute l’Europe du Nord depuis les années 1980 — la Grande-Bretagne est enfin prête à déclarer « welcome home » au lord de Lichfield. »
- (en) PopMatters[12],[2] : « Bill Pritchard a une très bonne oreille pour la mélodie, il situe quelques chansons dans Stoke-on-Trent et a une voix qui vous met en confiance. Ses personnages semblent réels, particulièrement Polly « errant dans les gares en parka » avec « des photos prises en courant de l’un à l'autre ». L’ingénieux Pritchard du Staffordshire est également réaliste comme sa référence à la bière de la vieille école quand il parle du passant « dans les résidus brumeux de la ruelle pleine de pensées autant douces qu’amères ». […] A Trip to the Coast est plein de délices, habiles chansons délicatement réglées et guitares pop, comme si Lloyd Cole et Robyn Hitchcock avaient été forcés de se multiplier. Il n’y a pas de titre faible parmi les dix, de l’énergique In June au joyeux Trentham en passant par le vaguement sinistre Posters. La chanson-titre indolente pourrait évoquer la ville côtière de Llandudno. Il est plus que certain que cette année je n’entende pas de chanson plus charmante que Polly. »